# Unic P107

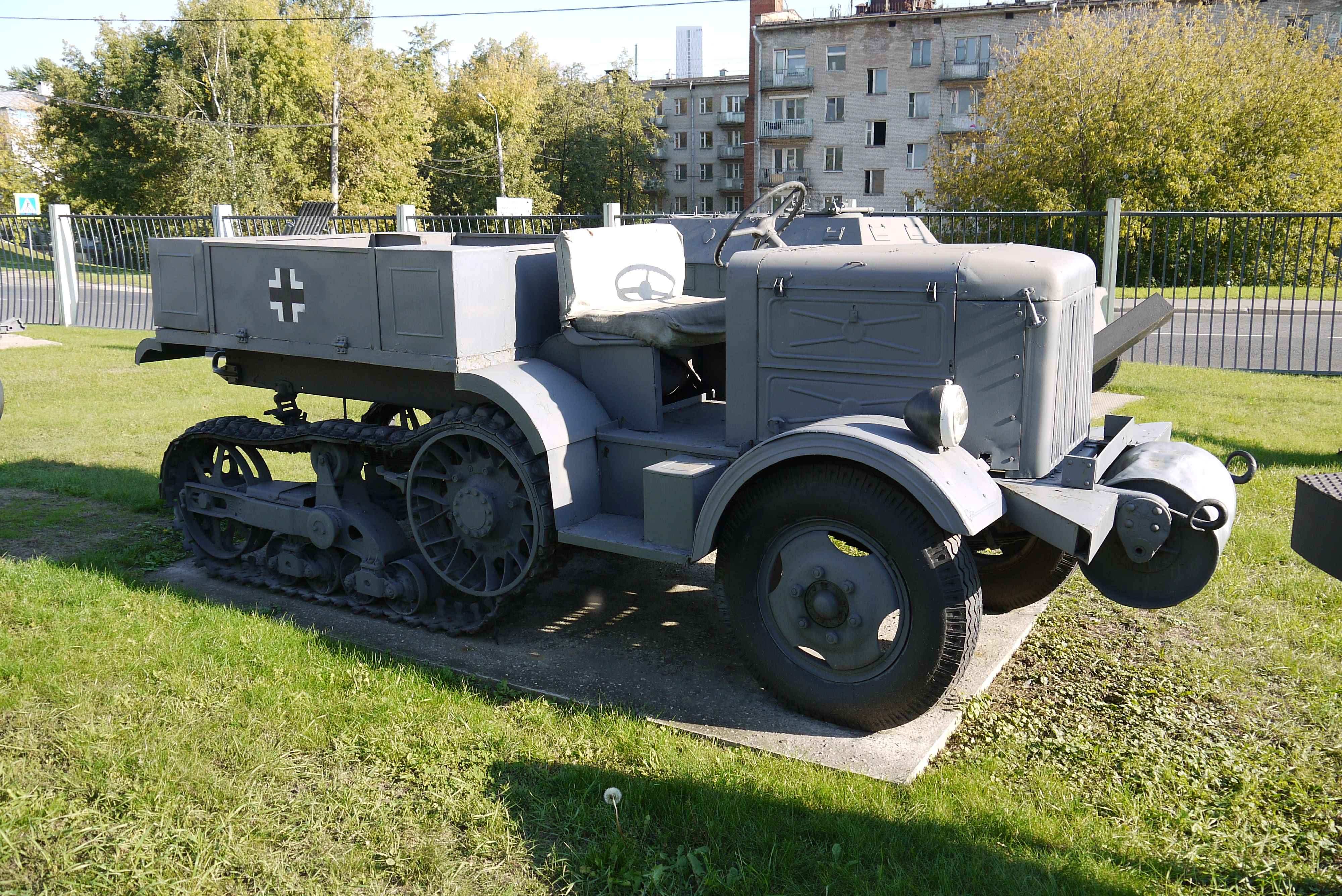
De Wehrmacht nam het voertuig ook in gebruik. De grote roller vooraan is om greppels te kunnen nemen.

De Unic P107 was een halfrupsvoertuig voor het Franse leger. Het werd geproduceerd door Unic en werd gebruikt als artillerietrekker of als vrachtwagen.

## Geschiedenis
In de twintiger en dertiger jaren van de 20e eeuw maakte Citroën diverse halfrupsvoertuigen op basis van een uitvinding van Adolphe Kégresse. Van diverse uitvoeringen van de Citroën Kégresse zijn er bijna 6000 gemaakt. In 1934 introduceerde Citroen de P17, maar voordat de productie hiervan op gang kwam, ging het automobielbedrijf dat jaar failliet. Michelin, de nieuwe eigenaar, zag weinig in de rupsvoertuigen en verkocht het Kégresse octrooi aan Unic. Unic nam het in productie onder de aanduiding P107.

## Beschrijving
De Unic P107 werd gemaakt in de Unic fabriek in Puteaux vanaf 1937. Het kreeg een benzinemotor van eigen fabricaat, de Unic P39. Deze 4 cilinder watergekoelde motor had een cilinderinhoud van 3450 cc. De versnellingsbak telde vier versnellingen voor- en een achteruit. Door de installatie van een extra reductiebak konden de versnellingen in hoge- als lage gearing gebruikt worden (4F1Rx2). De brandstoftank had een inhoud van 160 liter.
Unic maakte voor het Franse leger twee versies. De eerste versie was een lichte artillerietrekker voor 75mm en 105mm kanonnen. De tweede versie was geschikt voor het vervoer van vracht in moeilijk terrein. Bij het uitbreken van de Tweede Wereldoorlog had het leger zo’n 4000 exemplaren in gebruik. Elke trekker kon 72 75mm-granaten meenemen en 5 tot 7 artilleristen.
Na de val van Frankrijk is het voertuig in dienst gekomen bij de Wehrmacht met de type aanduiding bzw. Zugkraftwagen U 304 (f).